# Iassus antarcticus
Iassus antarcticus är en insektsart som beskrevs av Maximilian Spinola 1852. Iassus antarcticus ingår i släktet Iassus och familjen dvärgstritar. Inga underarter finns listade i Catalogue of Life.